# Justin Berfield
Justin Tyler Berfield (Agoura Hills, 25 febbraio 1986) è un attore e produttore cinematografico statunitense.
Ha partecipato alla serie televisiva statunitense Malcolm, nel ruolo di Reese, fratello del protagonista.

## Biografia e carriera
Berfield nasce ad Agoura Hills, in California, il 25 febbraio del 1986 da una famiglia ebraica, figlio di Eric "Rick" Berfield e di Gail Stark. Suo fratello minore, Lorne, è anch'egli un attore. Justin ha cominciato a recitare all'età di cinque anni, apparendo in numerosi spot commerciali.
Il suo debutto televisivo è avvenuto nel 1994, quando ha ottenuto un ruolo nella sitcom televisiva La famiglia Bowman.
Berfield ha recitato in molti film e telefilm nel corso degli anni. Nel 1995 ha interpretato il ruolo di Ross Malloy, nella sitcom E vissero infelici per sempre, che ha mantenuto per cinque stagioni.
Del 1998 è il suo film Una gorilla da salvare, del 2001 la sua partecipazione al film per ragazzi Max Keeble alla riscossa.
Nel 2004 è cofondatore, assieme al socio Jason Felts, delle compagnie di produzione J2 Pictures e J2TV, producendo film come Blonde Ambition - Una bionda a NY. Si è ritirato dalle scene nel 2012.

## Filmografia parziale

### Attore
- La famiglia Bowman (The Good Life) – serie TV, 13 episodi (1994)
- E vissero infelici per sempre (Unhappily Ever After) – serie TV, 100 episodi (1995-1999)
- Una gorilla da salvare (Mom, Can I Keep Her?), regia di Fred Olen Ray (1998)
- Wanted, regia di Terence M. O'Keefe (1999)
- Un agente ai raggi X (The Kid with X-ray Eyes), regia di Fred Olen Ray (1999)
- Una mamma invisibile 2 (Invisible Mom II), regia di Fred Olen Ray (1999)
- Malcolm (Malcolm in the Middle) – serie TV, 151 episodi (2000-2006)
- Max Keeble alla riscossa (Max Keeble's Big Move), regia di Tim Hill (2001)
- The Nightmare Room - serie TV, episodio 1x04 (2001)
- American Party - Due gambe da sballo (Who's Your Daddy?), regia di Andy Fickman (2003)
- Padre in affitto (Sons of Tucson) - serie TV, 1 episodio (2010)

### Produttore
- Blonde Ambition - Una bionda a NY (Blonde Ambition), regia di Scott Marshall (2007)
- I numeri dell'amore (An Invisible Sign), regia di Marilyn Agrelo (2010) - produttore esecutivo
- Padre in affitto (Sons of Tucson) - serie TV, 1 episodio (2010)

## Doppiatori italiani
Nelle versioni in italiano delle opere in cui ha recitato, Justin Berfield è stato doppiato da:
- Daniele Martino in E vissero infelici per sempre (st. 1-4)
- Matteo Urzia in E vissero infelici per sempre (st. 5)
- Cinzia Massironi in Una gorilla da salvare
- Alessio De Filippis in American Party - Due gambe da sballo
- Tatiana Dessi in Malcolm (st. 1-5)
- Davide Perino in Malcolm (st. 6-7)